# José Torras y Sampol

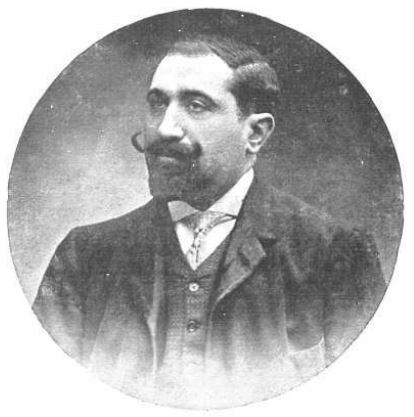
Retrato de Joseph Torras Sampol en La Ilustració Catalana (1907)

José Torras y Sampol (La Bisbal del Ampurdán, 1869-Barcelona, 1920) fue un abogado y político español, diputado en las Cortes de la Restauración por el distrito gerundense de Torroella de Montgrí.

## Biografía
Licenciado en Derecho, trabajó como letrado de la Diputación de Barcelona y desde 1894 como notario. En 1892 participó en la Asamblea de Manresa de Unió Catalanista. Fue vocal de la directiva de la Academia de Jurisprudencia y Legislación de Cataluña.
A pesar de sus tendencias republicanas, inicialmente militó en la Lliga Regionalista, pero en 1904 formó parte de Esquerra Catalana, que en 1906 se transformó en Centre Nacionalista Republicà, al tiempo que colaboraba en El Poble Català. En las elecciones generales de 1907 fue elegido diputado al Congreso por Solidaridad Catalana por el distrito electoral de Torroella de Montgrí. En su labor parlamentaria destacó por las propuestas para un plan de carreteras que enlazara Cervià de Ter, Bordils, San Martín de Provensals y La Bisbal. En 1910, a pesar de haberse retirado de la política activa, participó en la fundación de la Unión Federal Nacionalista Republicana.
Torras, que fue archivero del Colegio de Notarios de Barcelona, falleció el 17 de octubre de 1920 en Barcelona.